# Louise Slaughter
Dorothy Louise McIntosh Slaughter (Lynch (Kentucky), 14 de agosto de 1929-Washington, 16 de marzo de 2018) fue una política estadounidense, miembro de la Cámara de Representantes del estado de Nueva York entre 1987 y 2018.

## Biografía
Nacida en Kentucky de una familia humilde, Louise creció con sus hermanos Philip y David y sus hermanas Marjorie y Virginia. La muerte de este último debido a una neumonía llevó a Louise a graduarse en microbiología y salud pública en la Universidad de Kentucky. Tras concluir sus estudios, Louise fue contratada por un gran productor de productos químicos con la tarea de llevar a cabo estudios de mercado. Durante uno de sus viajes conoció a Robert Slaughter, con quien se casó poco después, y junto con él se mudó a un suburbio de Rochester. El matrimonio tuvo tres hijas.
Unos años más tarde, Louise aceptó un trabajo en el departamento de personal del entonces Secretario de Estado de Nueva York, Mario Cuomo. En 1982, algunos votantes demócratas la convencieron para presentarse a la Asamblea del Estado; Louise ganó y fue reconfirmada para un segundo mandato en 1984.
En 1986, decidió postularse para la Cámara de Representantes, en particular para el distrito trigésimo, -que comprendía la zona de Rochester, junto a la frontera canadiense, en la parte occidental del estado de Nueva York-. Este asiento había sido ocupado durante más de veinte años por un republicano moderado, antes de ser conquistado por el conservador Fred J. Eckert en 1985. Tras derrotarle por un único punto porcentual, se convirtió en la primera demócrata para representar el distrito desde 1910.
En 1992, el trigésimo distrito sufrió el fenómeno de la redistribución de distritos, convirtiéndose en el distrito número veintiocho. En 2012, una nueva redistribución de distritos condujo a Slaughter a representar al vigésimo quinto distrito.
Desde la izquierda del Partido Demócrata, consiguió ser elegida dieciséis veces consecutivas para su escaño en la Cámara de Representantes, convirtiéndos en una de las legisladoras norteamericanas más activas y veteranas.
Sus batallas parlamentarias fundamentales se centraron en múltiples cuestiones de índole sanitario, la seguridad de los equipos utilizados por los soldados del Pentágono, la no discriminación genética, el respaldo público a la cultura y a la legislación contra la violencia de género.
El 16 de marzo de 2018 Louise murió como consecuencia de una lesión en la cabeza, que había sufrido dos días antes después de una caída en su casa. En el momento de su muerte, Slaughter era el miembro más antiguo del Congreso.
Slaughter fue uno de los miembros más liberales del Congreso y fue parte del Caucus Progresista del Congreso.